# Idris Kanu
Idris Kanu (Londra, 5 dicembre 1999) è un calciatore inglese naturalizzato sierraleonese, centrocampista del Barnet.

## Carriera

### Club
Cresciuto nella società inglese del West Ham Utd, nelle cui giovanili milita dal 2010 al 2016, nella stagione 2016-2017 ha esordito in una categoria senior collezionando 29 presenze e 3 reti con l'Aldershot Town, squadra della quinta serie della piramide calcistica inglese; titolare della squadra, arriva fino ai play-off promozione fermandosi in semifinale nella doppia sfida contro il Tranmere Rovers.
L'anno successivo sale di due categorie, esordendo tra i professionisti con il Peterborough Utd alla prima giornata di campionato contro il Plymouth Argyle, entrando in campo al 69'. Sempre subentrato, chiude la stagione giocando 18 partite nel campionato di terza serie; solo all'ultima giornata, in trasferta contro il Portsmouth, viene schierato nell'undici titolare. Completano la stagione altre 4 partite nelle coppe nazionali.
Nel 2018 passa in prestito al Port Vale, scendendo in quarta serie. Qui debutta alla decima giornata di campionato, entrando al 71'; giocherà altre due partite, di cui una da titolare, prima di trasferirsi – nella sessione invernale del calciomercato e con la medesima formula – al Boreham Wood, in quinta serie, dove gioca molto più spesso da titolare chiudendo la stagione con altre 18 presenze.
Tornato al Peterborough United, gioca per due stagioni in terza serie collezionando 26 presenze e 2 reti complessive. Al termine della stagione 2020-2021 ottiene la promozione in Championship. Inizialmente confermato anche per giocare nella seconda serie del campionato, fa in tempo a collezionare 5 presenze quando nella sessione invernale del calciomercato del gennaio 2022 passa in prestito al Northampton Town, squadra di quarta divisione, chiudendo la stagione con ulteriori 6 presenze nella stagione regolare e una nei play-off.
Il 3 settembre del 2022, a stagione iniziata, si trasferisce al Bernet, in quinta divisione. Già due giorni dopo debutta con la nuova maglia, chiudendo la stagione – da titolare – con 37 presenze e 8 reti, fra cui una doppietta contro il Wrexham nel girone d'andata, per quella che è la sua stagione più prolifica in termini di realizzazione gol.

### Nazionale
Il 13 novembre 2021 ha esordito con la nazionale sierraleonese nell'amichevole disputata contro le Comore, venendo quindi convocato alla Coppa d'Africa 2021 disputata tra il gennaio e il febbraio del 2022, competizione nella quale non è sceso in campo.
Il 24 settembre 2022 gioca per la seconda e ultima volta in nazionale, in amichevole contro il Sudafrica. Il 18 giugno 2023 viene convocato per la partita di qualificazione alla successiva edizione della Coppa d'Africa, disputata contro la Nigeria, senza tuttavia scendere in campo.

## Palmarès

### Club

#### Competizioni nazionali
- National League: 1

Barnet: 2024-2025